# Frederik Hendrik van Persijn
Frederik Hendrik van Persijn (Koudekerk aan den Rijn, 30 januari 1828 - Amersfoort, 11 februari 1904) was een Nederlandse rechter en burgemeester.

## Loopbaan
Van Persijn studeerde rechten aan de Universiteit Utrecht en werd advocaat. In 1854 werd hij kantonrechter-plaatsvervanger in Nijkerk en in 1856 kantonrechter te Culemborg. Vanaf 1866 woonde hij in Amersfoort, hij was er achtereenvolgens procureur en rechter-plaatsvervanger bij de arrondissementsrechtbank (1866), rechter in de arrondissementsrechtbank (1870) en kantonrechter-plaatsvervanger (1877). In 1877 werd de Amersfoortse rechtbank opgeheven.
Hij was actief in de gemeentelijke politiek en was raadslid in Culemborg en Amersfoort (vanaf 1873). In 1877 werd hij benoemd tot burgemeester van de stad. Hij was bovendien lid van de Provinciale Staten van Utrecht (1880-1883). In 1883 werd Van Persijn, op zijn verzoek, eervol ontslag ontleend als burgemeester.
Mr. Van Persijn vervulde ook diverse maatschappelijke functies en was onder meer president van het Nut van 't Algemeen, penningmeester van de Spaarbank, secretaris van de afdeling van het Nederlandsch Genootschap tot Zedelijke Verbetering der Gevangenen en voorzitter van het college van curatoren van het gymnasium in Amersfoort.
In 1899 besloot de gemeente Amersfoort een straat naar Van Persijn te vernoemen. Hij overleed vijf jaar later, op 76-jarige leeftijd.